# 钻井船

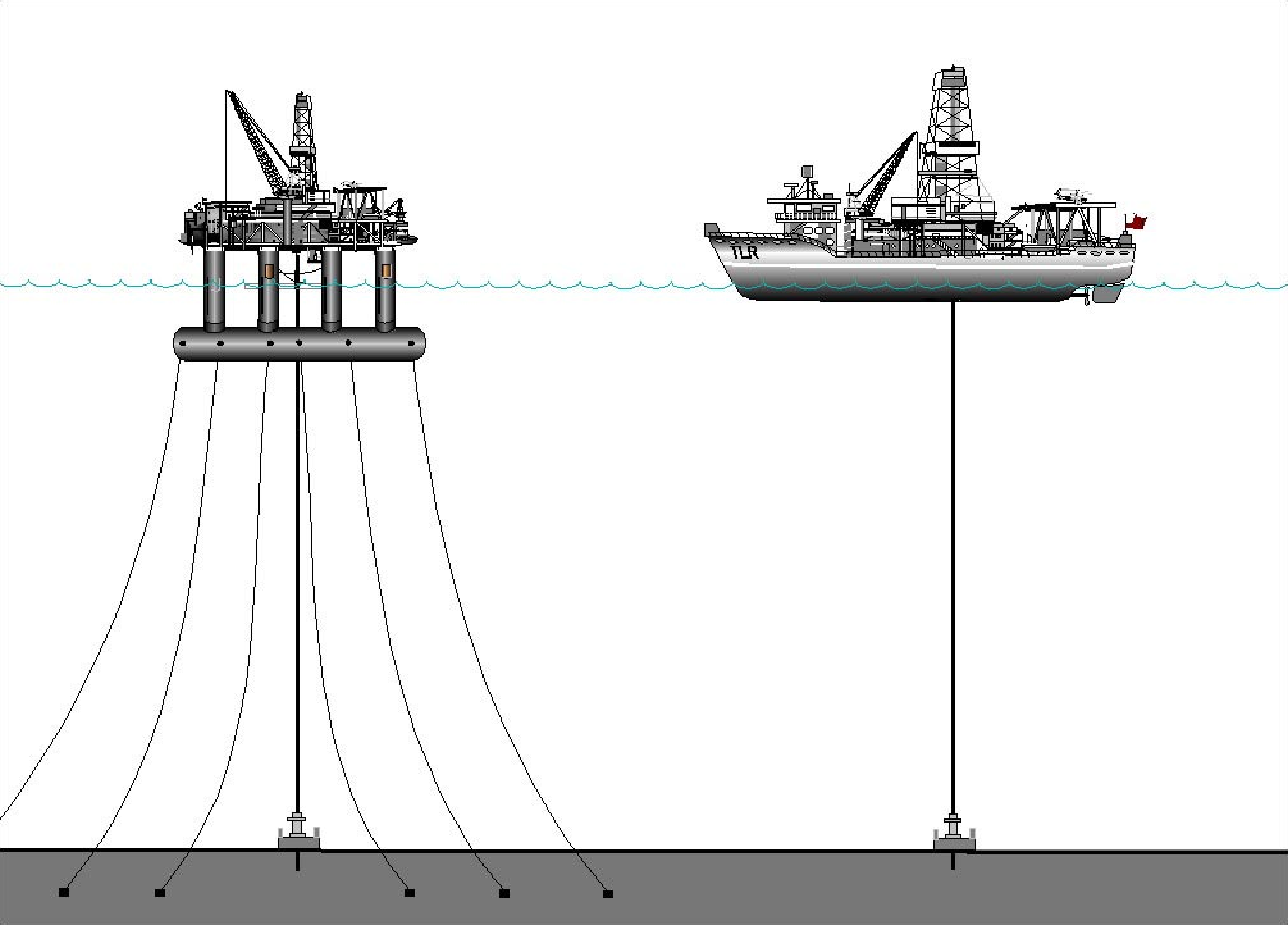
深海半潜式平台和钻井船的对比

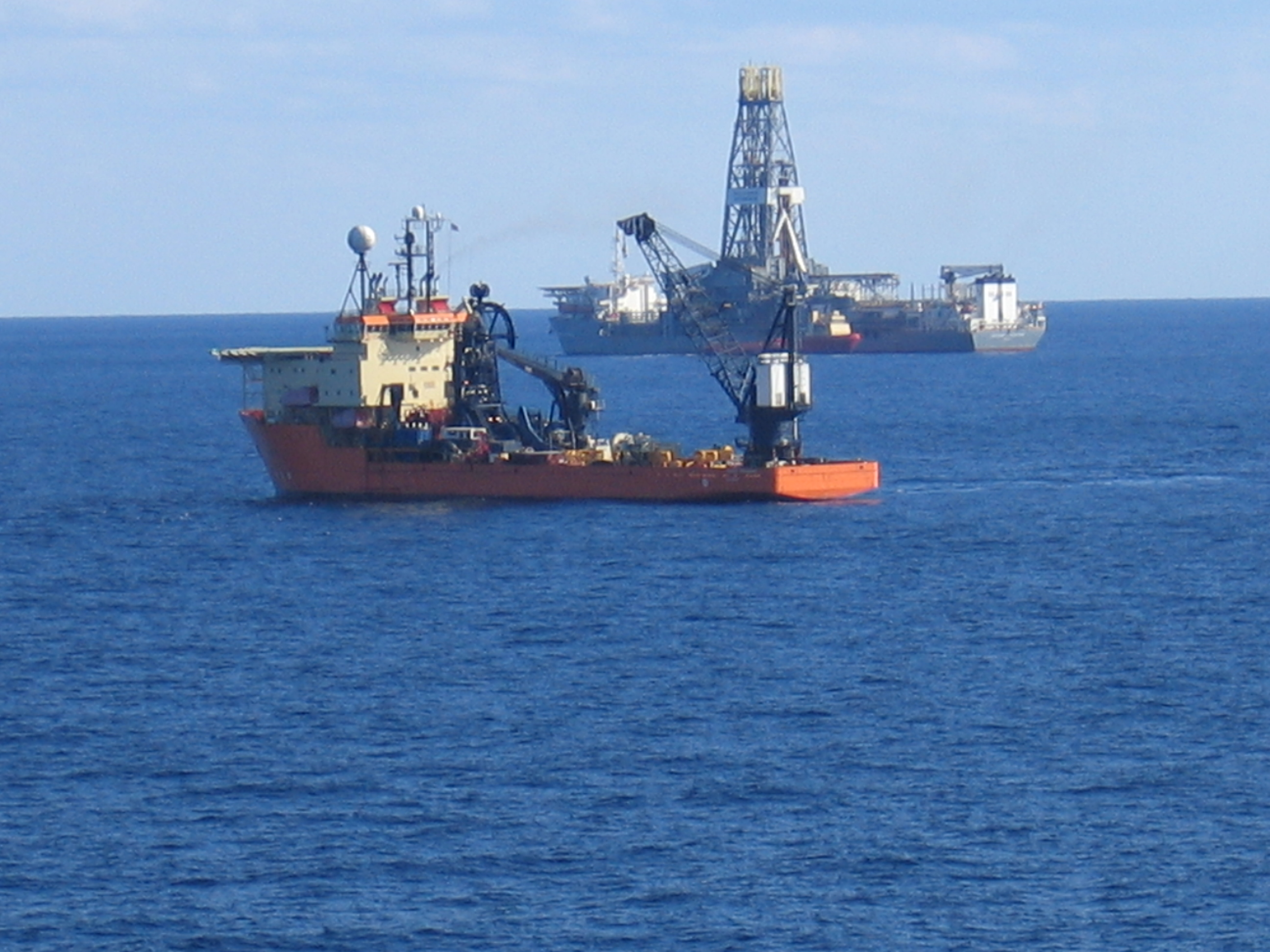
支持船Toisa Perseus号和第五代深海钻探船事业发现者号

钻井船是指携带钻井设备的海事船只，一般用于新型深水海上油气田的海上钻探和科学钻探。钻井船也用作携带修井、完井设备，如套管、立管安装、水下采油树安装等作业任务的平台。一般由油气生产企业或投资商进行建造，也可以根据游轮搭配动态定位系统（保障船只的位置定位）进行改建。
现代化的钻井船最强大的优势是深水钻探能力，一般可达到2500 m以上，同时节约抵达世界各地油田的时间。与自升式平台和半潜式平台相比，钻井船可独立行驶。在进行钻井的时候，需要将隔水管（海底取油管）从钻井船下到海床上，并在连接井口的位置安装防喷器（英文：blowout preventer，简写为BOP）。
钻井船只是进行勘探采油的方式之一，也可以由半潜式平台、自升式平台、驳船、平台钻机等进行。第一艘钻井船是超深钻卡丝1号，从此钻井船队的规模日益壮大。到2013年，世界范围内钻井船超过80艘，是2009年的两倍。钻井船队不仅规模在增加，新科技的装备力也在增强，从科学考察到冰层钻探，美国总统奥巴马在2010年3月决定增强美国本土勘探性钻井船的规模，可能推动发展钻井船科技。
泛洋鑽探設備公司、自豪國際公司、系卓爾公司、諾布爾鑽井公司和艾伍德海事公司是一些主流拥有和运营钻井船业务的欧美企业。